# Quartiers de Lisbonne
La ville de Lisbonne est composée de 24 paroisses (en portugais : freguesia) depuis 2012 (53 auparavant). La freguesia est le plus petit intitulé administratif de la capitale portugaise. Il existe aussi des subdivisions informelles qui sont les Bairros. Les quartiers peuvent être historiques comme l'Alfama ou plus récents comme le Parque das Nações.

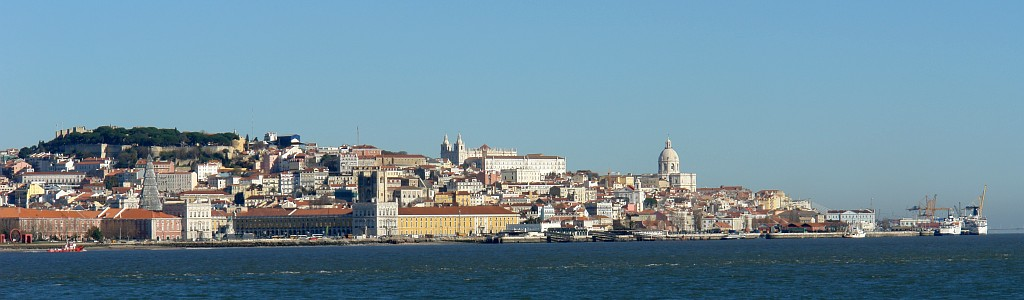
Vue de Lisbonne, Praça do Comércio

## Histoire

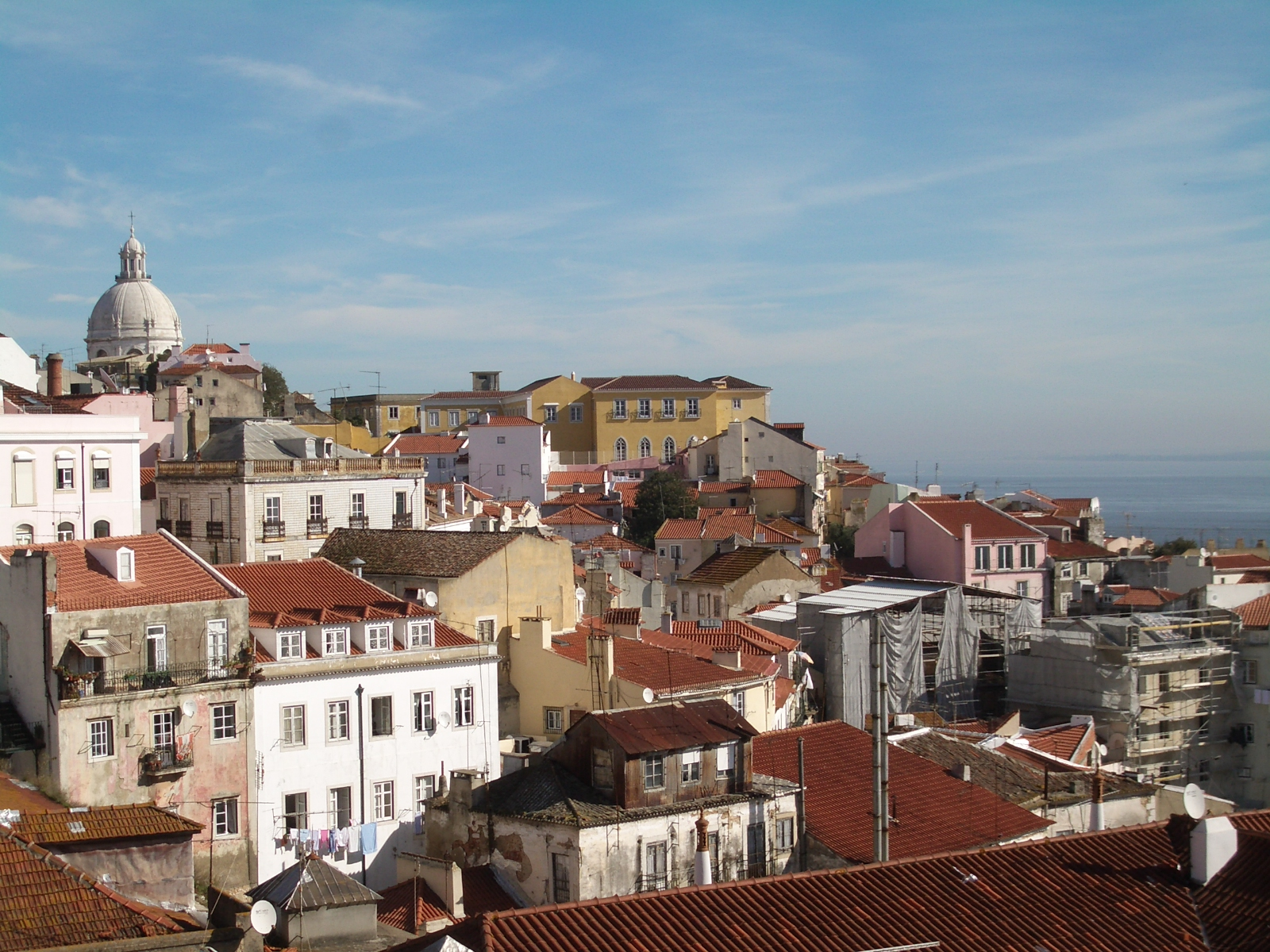
Aperçu de l'Alfama

Le concept de quartier proprement dit, est un ensemble urbain de bâtiments qui sont faits tous selon un seul et unique projet. Ceci est apparu dès le retour de la révolution industrielle, dû à la nécessité de nouveaux logements pour les ouvriers des usines. Néanmoins, autrefois, déjà les habitations furent érigées avec un certain ordre. Ces quartiers forment des petites agglomérations urbaines à l'intérieur de la ville. C'est le cas des quartiers historiques d'Alfama et du Bairro Alto.

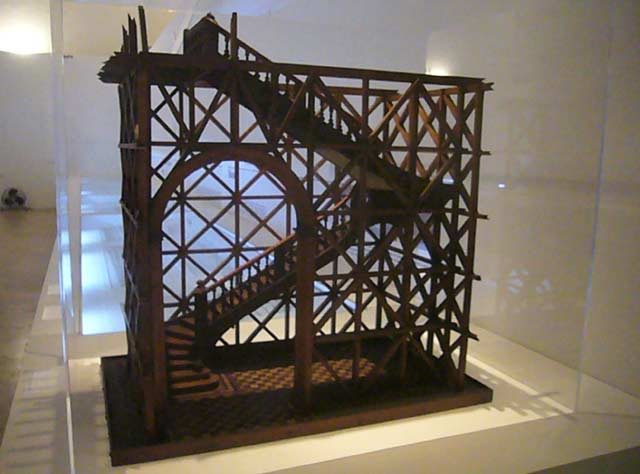
Gaiola pombalina

Le premier grand projet d'urbanisation de ce style est apparu quand il y eut la nécessité de reconstruire une grande partie de Lisbonne après le grand tremblement de terre de 1755. Le marquis de Pombal, ministre du roi Joseph Ier, contrôla la reconstruction de cette zone de la ville, qui fut complètement rasée par ce désastre naturel, selon les plus modernes principes urbanistiques et architecturaux.
C'est à partir de la reconstruction qu'est né le quartier de Baixa Pombalina, où les bâtiments sont équipés des techniques modernes de structure (cage pombalina), pour atténuer les conséquences des futurs désastres semblables à celui qui a eu lieu en 1755.
C'est néanmoins, au début du XXe siècle, que les quartiers ont commencé à apparaître majoritairement dans l'aire urbaine lisboète. Après la proclamation de République (le 5 octobre 1910), il est devenu impératif pour les dirigeants du gouvernement de reloger beaucoup d'habitants qui vivaient dans des quartiers clandestins qui s'étaient développés au long du temps dans la périphérie de la capitale. C'est en 1918 que fut institutionnalisée l'habitation promue par l'État. Plusieurs projets de quartiers sociaux ont été mis au point, comme les quartiers d'Arco do Cego et d'Ajuda. Ces projets ne sont sortis du papier que dans les années 1930. L'Estado Novo a permis la construction de quartiers à large échelle destinés aux classes moyennes et basses. Ce ne seraient pas néanmoins des quartiers sociaux, mais des quartiers de maison économiques, comme Salazar aimait qu'ils soient désignés.

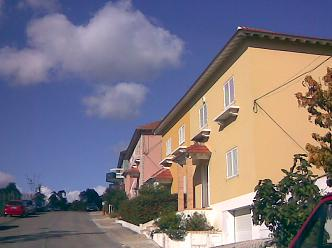
Quartier d'Encarnação

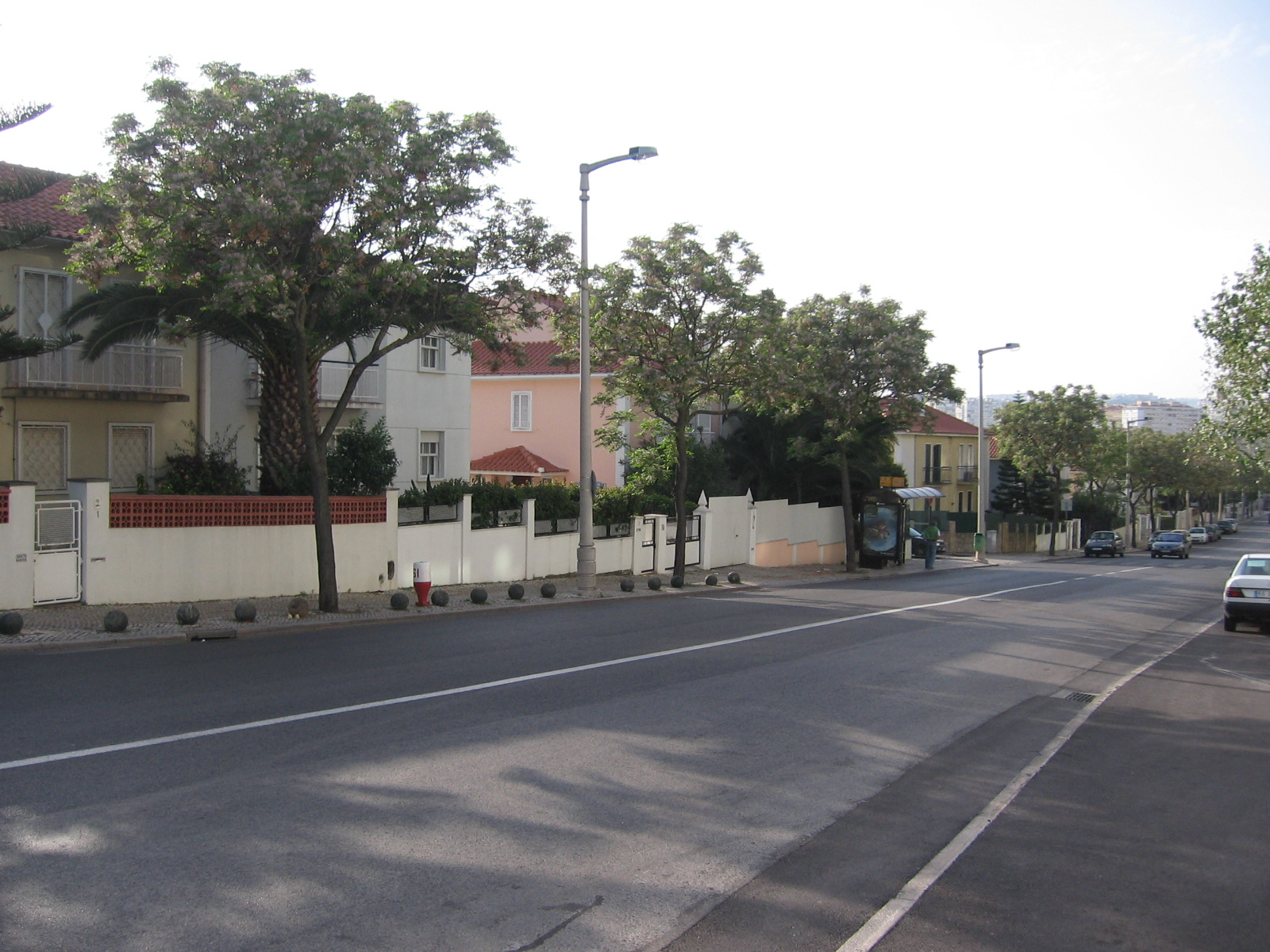
Santa Cruz

En 1926, la municipalité de Lisbonne a initié l'estudo de bairros operários, plus tard, en 1928, il fut question de nouveaux projets de quartiers. Le quartier d'Alvito fut le premier à être érigé. Cela a été le quartier pilote de ce grand chantier qui allait s'élargir jusqu'à la fin des années 1960. Ces quartiers étaient fondés sur l'idée de ville jardin, qui est en vigueur dans tout l'Europe (principalement au Royaume-Uni), placées dans la périphérie de la ville et étaient caractérisés par la symétrie et la grande organisation.
Les espaces verts prenaient une grande importance dans ce type d'ensemble urbain, donc en étant des maisons économiques avec un parc de loisirs pour les habitants. Ces quartiers étaient principalement composées de maisons basses et des maisons jumelés en bande. Dans les premières phases sont apparues les quartiers d'Encarnação, Santa Cruz (pt) ou Madre de Deus. Plus tard, sont aussi apparus les quartiers du Restelo et d'Alvalade.

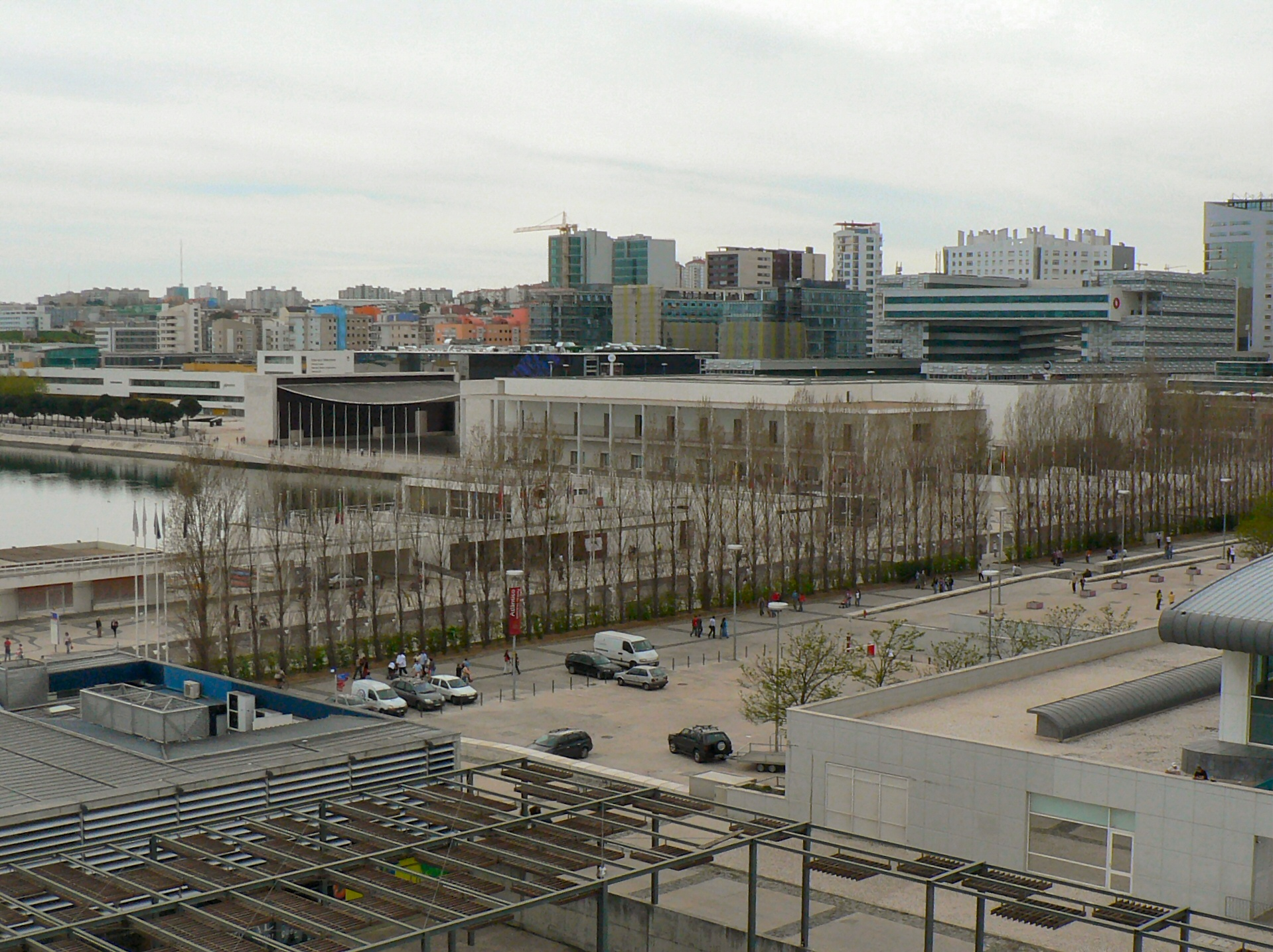
Quartier du Parque das Nações

Après le 25 avril 1974, date de la révolution des Œillets, la ville a commencé à se développer en dehors de ses limites, faisant apparaître de grands complexes urbains d'Amadora, d'Almada, et d'autres.
Plus récemment, impulsés par l'Expo 98, sont apparus plusieurs chantiers d'urbanisation dans la zone orientale de la ville notamment le Parque das Nações. Le quartier Alta de Lisboa est maintenant aussi une zone avec un très grand développement. Ce nouveau type d'habitation s'inscrit maintenant dans l'habitation sociale promue par l'État, du début du siècle, mais dans un type d'habitation plus luxueux destiné aux classes moyennes et hautes.

## Subdivisions

### Freguesias

Depuis la reorganisation administrative de 2012, Lisbonne compte 24 freguesias groupées en 5 zones (ou "Unidades de Intervenção Territorial" ou unités de intervention territoriale, UIT). La couleur verte désigne la zone du nord; le jaune, la zone occidentale; l'orange, la zone du centre; la violette, la zone du centre historique; le bleu, la zone orientale.

Carte des 53 anciennes freguesias de Lisbonne

Ici est une liste des 24 « freguesias » (paroisses) de la municipalité de Lisbonne, et inclut les anciennes paroisses fusionnées avec la réorganisation territoriale de 2012, quand le nombre s'est passé de 53 à 24.
- Ajuda
- Alcântara
- Alvalade
  - Campo Grande
  - São João de Brito
- Areeiro (en)
  - Alto do Pina
  - São João de Deus
- Arroios
  - Anjos
  - Pena
  - São Jorge de Arroios
- Avenidas Novas
  - Nossa Senhora de Fátima
  - São Sebastião da Pedreira
- Beato
- Belém
  - Santa Maria de Belém
  - São Francisco Xavier
- Benfica
- Campo de Ourique
  - Santa Isabel
  - Santo Condestável
- Campolide
- Carnide
- Estrela (en)
  - Lapa
  - Prazeres
  - Santos-o-Velho
- Lumiar
- Marvila
- Misericórdia
  - Encarnação
  - Mercês
  - Santa Catarina
  - São Paulo
- Olivais*
- Parque das Nações*
- Penha de França*
  - São João
- Santa Clara
  - Ameixoeira
  - Charneca
- Santa Maria Maior
  - Castelo
  - Madalena
  - Mártires
  - Sacramento
  - Santa Justa
  - Santiago
  - Santo Estêvão
  - São Cristóvão e São Lourenço
  - São Miguel
  - São Nicolau
  - Sé
  - Socorro
- Santa António
  - Coração de Jesus
  - São José
  - São Mamede
- São Domingos de Benfica
- São Vicente
  - Graça
  - Santa Engrácia
  - São Vicente de Fora

*Notez, l'ancienne paroisse de Santa Maria dos Olivais a été divisée en deux, Oliviais et Parque das Nações, contraire aux autres changements où les paroisses ont été fusionnées.

### Quartiers
Quartiers de la municipalité de Lisbonne :
- Alcântara-Mar
- Alcântara-Rio
- Alfama
- Alta de Lisboa
- Alto da Ajuda
- Alto da Faia
- Alto de Santo Amaro
- Alto do Chapeleiro
- Alto do Lumiar
- Alvalade
- Areeiro (en)
- Amoreiras
- Bairro 2 de Maio
- Bairro Alto da Serafina
- Alto dos Moinhos
- Bairro Alto
- Bairro América
- Bairro Andrade
- Bairro Azul
- Bairro Estrela de Ouro
- Bairro Grandella
- Bairro da Ajuda
- Bairro da Boavista
- Calçada dos Mestres
- Bairro da Cruz Vermelha
- Bairro da Curraleira
- Bairro da Encarnação
- Bairro da Flamenga
- Bairro da Horta Nova
- Bairro da Liberdade
- Bairro da Musgueira Norte
- Bairro da Musgueira Sul
- Bairro da Prodac
- Bairro da Quinta da Calçada
- Bairro da Quinta da Luz
- Bairro da Quinta das Conchas
- Bairro da Quinta de Barros
- Bairro da Quinta do Cabrinha
- Bairro da Quinta do Charquinho
- Bairro da Quinta do Jacinto
- Bairro da Quinta do Lavrado
- Bairro da Quinta do Morgado
- Bairro da Rocha
- Bairro da Liberdade
- Bairro das Amendoeiras
- Bairro das Calvanas
- Bairro das Colónias
- Bairro das Estacas
- Bairro das Furnas
- Bairro das Galinheiras
- Bairro das Salgadas
- Bairro de Alcântara
- Bairro de Caselas
- Bairro de Inglaterra
- Bairro de Santa Catarina
- Santa Cruz
- Bairro de Santos
- Bairro de São João
- Bairro de São Miguel
- Bairro do Alto da Ajuda
- Bairro do Alvito
- Arco do Cego
- Bairro do Armador
- Bairro do Calhau
- Bairro do Caramão da Ajuda
- Bairro do Casalinho da Ajuda
- Castelo
- Bairro do Condado
- Bairro do Relógio
- Bairro dos Actores
- Bairro dos Alfinetes
- Bairro dos Funcionários da Cadeia de Monsanto
- Bairro dos Lóios
- Bairro dos Retornados
- Bairro dos Sete Céus
- Bairro Estrela d'Ouro
- Bairro Lopes
- Bairro Madre Deus
- Bairro Novo de Belém
- Bairro Novo de Benfica
- Bairro Novo do Grilo
- Bairro Padre Cruz
- Bairro São João de Brito
- Baixa
- Beirolas
- Bela Flor
- Bela Vista
- Benfica
- São Domingos de Benfica
- Bica
- Braço de Prata
- Cabo Ruivo
- Calhariz de Benfica
- Campo de Ourique
- Carmo
- Casal Ventoso
- Casal Vistoso
- Charneca
- Chelas
- Cidade Universitária
- Desterro
- Desvio
- Entrecampos
- Estefânia
- Estrela
- Forte da Ameixoeira
- Galinheiras
- Graça
- Intendente
- Lapa
- Laranjeiras
- Madragoa
- Marvila
- Matinha
- Mouraria
- Núcleo histórico da Ameixoeira
- Olaias
- Olivais-Norte
- Olivais-Sul
- Olivais-Velho
- Paço do Lumiar
- Palma
- Parque das Nações
- Parque dos Príncipes
- Pedralvas
- Pedrouços
- Picheleira
- Picoas
- Poço do Bispo
- Pote de Água
- Quinta da Torrinha
- Quinta das Laranjeiras
- Quinta das lavadeiras
- Quinta das Mouriscas
- Quinta de São João Baptista
- Quinta de São Vicente
- Quinta do Grafanil
- Quinta do Lambert
- Quinta do Loureiro
- Quinta do Marquês de Abrantes
- Quinta dos Ourives
- Rio Seco
- Rego
- Restelo
- Santa Clara (en)
- São Bento
- Sapadores
- Sete Rios
- Tapada da Ajuda
- Telheiras
- Trindade
- Vale de Alcântara
- Vale de Santo António
- Vale Formoso de Cima
- Vale Fundão
- Xabregas
- Zona I
- Zona J
- Zona L
- Zona N2

## Autres

### Galerie

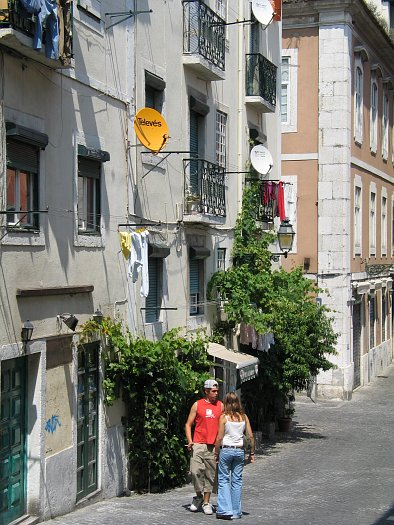
Bairro Alto
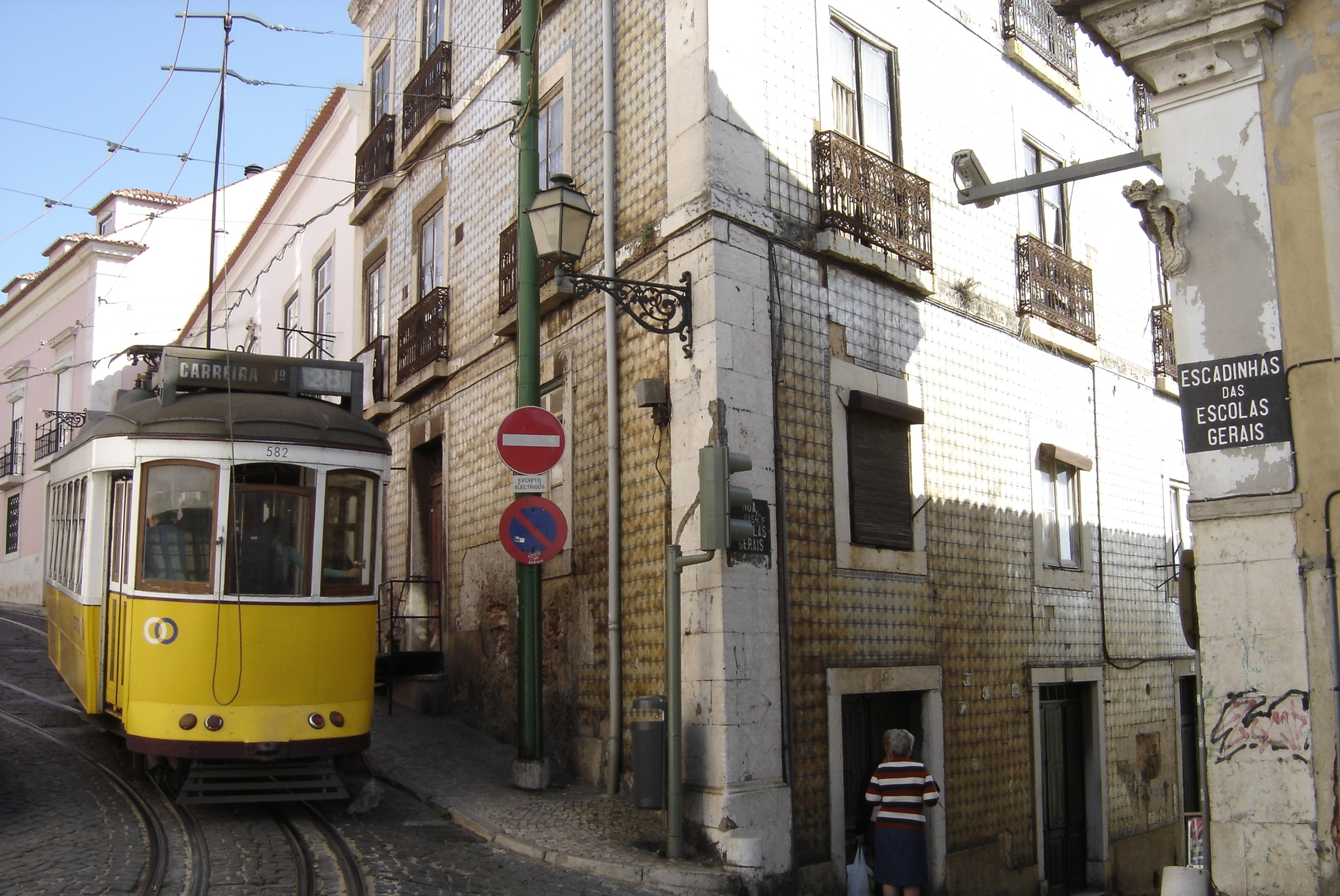
Alfama
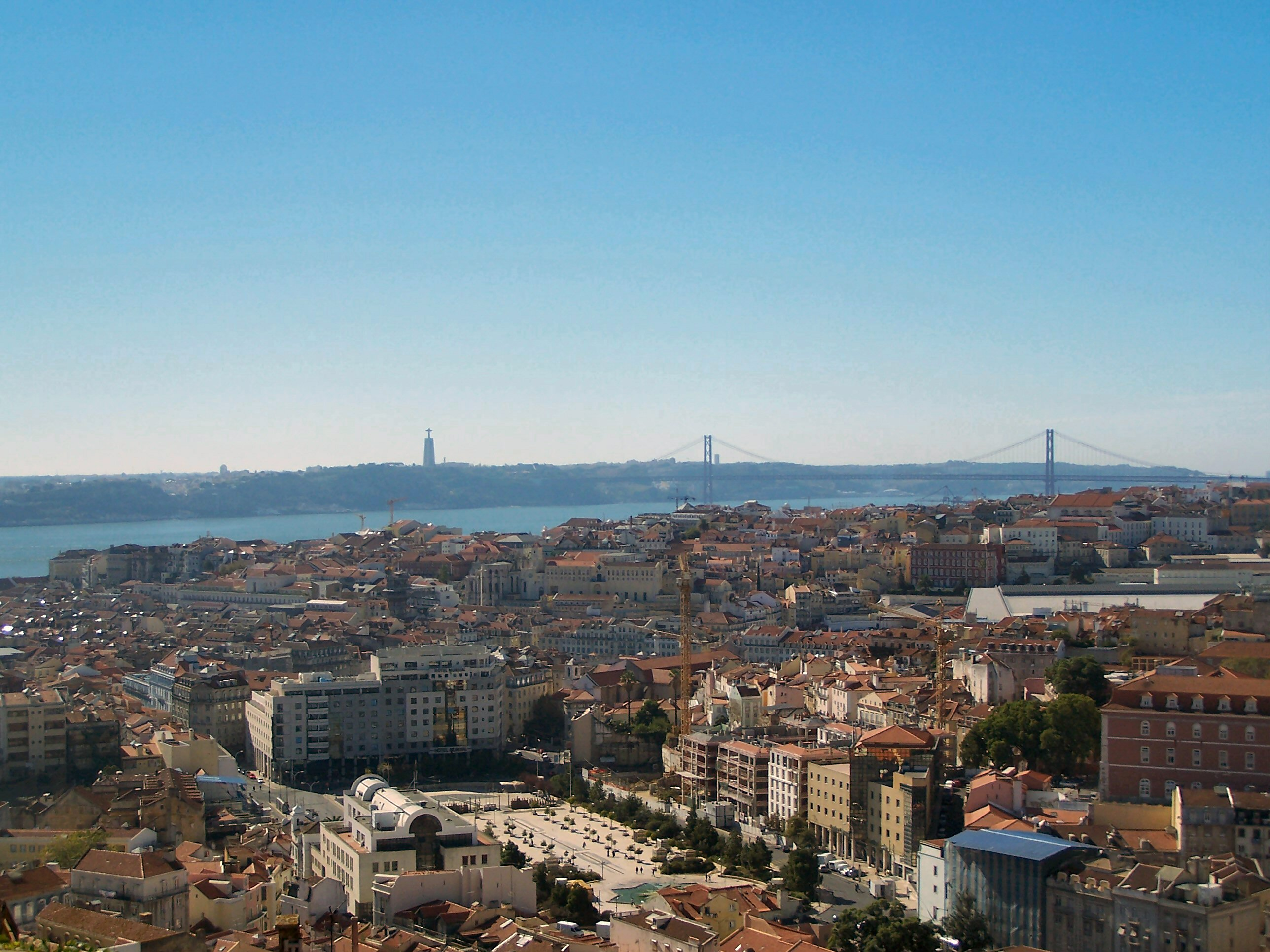
Baixa de Lisboa

### Sources, notes et références
- (pt) Cet article est partiellement ou en totalité issu de l’article de Wikipédia en portugais intitulé « Bairros de Lisboa » (voir la liste des auteurs).

1. ↑  Câmara Municipal de Lisboa, « Zonas de gestão (Unidades de Intervenção Territorial) » (consulté le 30 décembre 2014)